# Václav Bervid
Vaclav Bervid (* 5. Januar 1973 in Prag, Tschechoslowakei) ist ein tschechischer Automobilrennfahrer.

## Karriere
Bevrid fuhr 1992 in der DTM, in der er ab seinem Heimrennen in Brünn mit seinem eigenen Team in einem privat eingesetzten BMW am Start war. 1993 fuhr er die gesamte Saison in der DTM. 1994 wechselte er in die Belgische Tourenwagen-Meisterschaft. Außerdem fuhr er 1994 im Deutschen Supertourenwagen-Cup und nahm am FIA Touring Car World Cup teil. An diesem nahm er auch 1995 teil. Außerdem bestritt er das Jahr 1995 in der tschechischen Tourenwagen-Meisterschaft und wurde Dritter in der Gesamtwertung. 1996 blieb er dieser Serie treu und verbesserte sich auf Gesamtrang 2. 1997 wechselte er in die zentraleuropäische Supertourenwagen-Meisterschaft und wurde auf Anhieb Vizemeister. 1998 blieb er dieser Serie treu und belegte Gesamtrang sechs.

## Stationen
- 1992: DTM
- 1993: DTM
- 1994: Belgische Tourenwagen-Meisterschaft
- 1994: Telekom D1 ONS Tourenwagen Cup
- 1994: FIA Touring Car World Cup
- 1995: Tschechische Tourenwagen-Meisterschaft (Platz 3)
- 1995: FIA Touring Car World Cup
- 1996: Tschechische Tourenwagen-Meisterschaft (Platz 2)
- 1997: Zentraleuropäische Supertourenwagen-Meisterschaft (Platz 2)
- 1998: Zentraleuropäische Supertourenwagen-Meisterschaft (Platz 6)